# Ларімер Тауншип (округ Сомерсет, Пенсільванія)
Ларімер Тауншип (англ. Larimer Township) — селище (англ. township) в США, в окрузі Сомерсет штату Пенсільванія. Населення — 544 особи (2020).

## Демографія
Згідно з переписом 2010 року, у селищі мешкало 595 осіб у 236 домогосподарствах у складі 182 родин. Було 275 помешкань
Расовий склад населення:
| - 99,0 % — білих - 0,3 % — корінних американців |

До двох чи більше рас належало 0,7 %. Частка іспаномовних становила 0,3 % від усіх жителів.
За віковим діапазоном населення розподілялося таким чином: 19,0 % — особи молодші 18 років, 64,4 % — особи у віці 18—64 років, 16,6 % — особи у віці 65 років та старші. Медіана віку мешканця становила 46,9 року. На 100 осіб жіночої статі у селищі припадало 107,3 чоловіків;  на 100 жінок у віці від 18 років та старших — 113,3 чоловіків також старших 18 років.
Середній дохід на одне домашнє господарство  становив 56 804 долари США (медіана — 44 722), а середній дохід на одну сім'ю — 62 063 долари (медіана — 60 000). Медіана доходів становила 40 114 долари для чоловіків та 35 417 доларів для жінок. За межею бідності перебувало 11,8 % осіб, у тому числі 8,8 % дітей у віці до 18 років та 20,9 % осіб у віці 65 років та старших.
Цивільне працевлаштоване населення становило 243 особи. Основні галузі зайнятості: освіта, охорона здоров'я та соціальна допомога — 26,3 %, виробництво — 12,8 %, роздрібна торгівля — 11,5 %, будівництво — 10,7 %.